# البطولة الوطنية المجرية 1927–28
البطولة الوطنية المجرية 1927–28 (بالمجرية: 1927–1928-as magyar labdarúgó-bajnokság)‏ هو الموسم 25 من  البطولة الوطنية المجرية. أشرف على تنظيمه اتحاد المجر لكرة القدم، وكان عدد الأندية المشاركة فيه  12، وفاز فيه نادي فيرينتسفاروشي.